# Випробування посадки першого ступеня ракети-носія Falcon

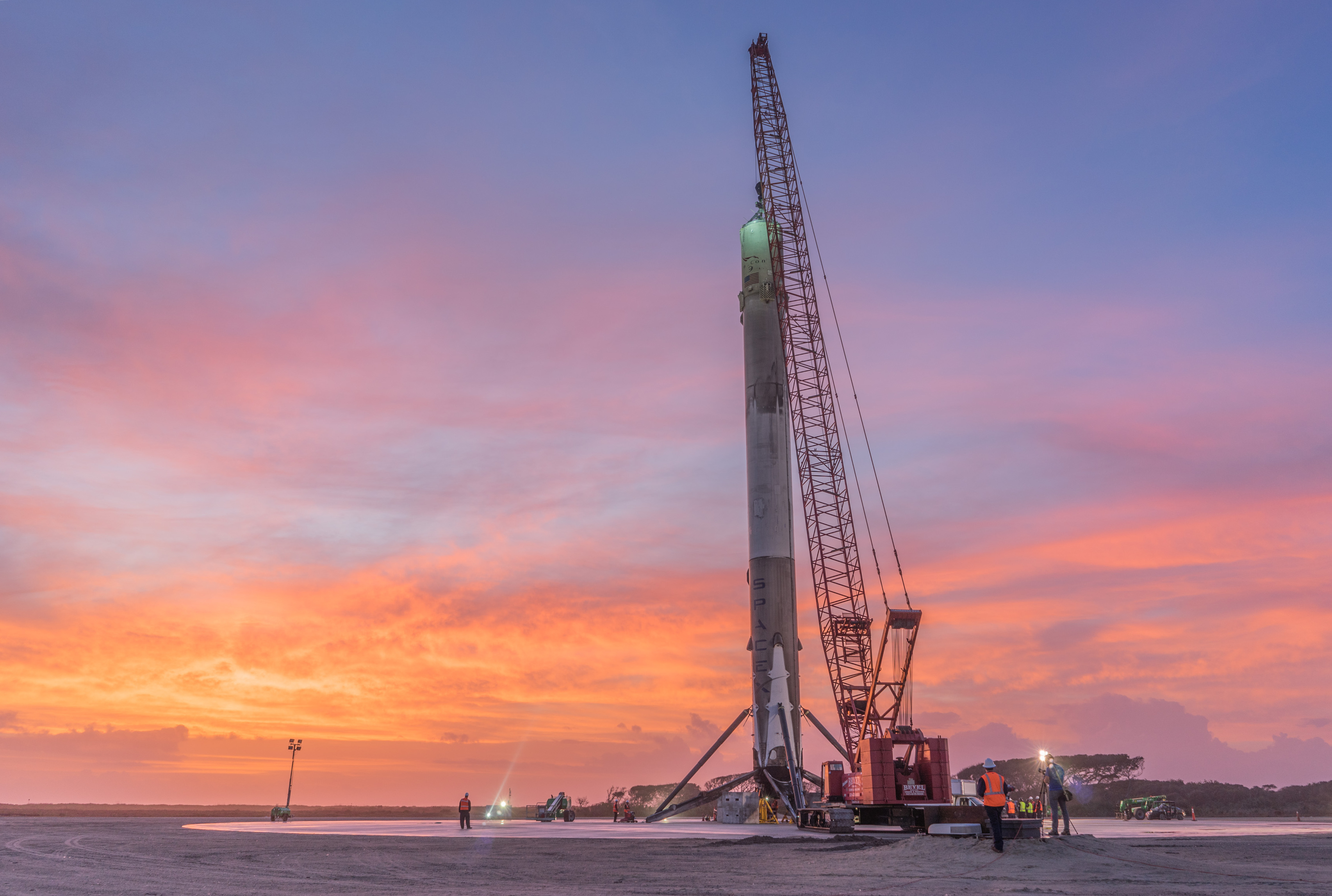
Перший ступінь польоту 20 ракети Falcon 9 успішно приземлився на Landing Zone 1 на мисі Канаверал після доставки на орбіту 11 супутників компанії Orbcomm.

Випробування посадки першого ступеня ракети-носія Falcon 9 — серія контрольованих посадкових тестів, що проводилися компанією SpaceX у 2013—2017 роках. Метою даних випробувань є надійне виконання входження в атмосферу, спуску та посадки (англ. re-entry, descent and landing; EDL) першого ступеня ракети-носія Falcon 9 після виконання етапу розгону та від'єднання. Перші тести були направлені на відпрацювання вертикального приземлення з нульовою швидкістю у момент контакту з океаном. Подальші тести були спробами точного приземлення на автономну посадкову платформу ASDS, а саме — баржу, що введена в експлуатацію компанією SpaceX для забезпечення стабільної посадкової поверхні у морі, або на так звану тверду землю (лат. terra firma), посадковий майданчик на мисі Канаверал.
30 березня 2017 року уперше в історії було здійснено повторний запуск ракети Falcon 9 FT, яку перший раз запустили 8 квітня 2016 року. Після запуску ракета успішно повернулася на Землю.

## Список запусків
Перший тест було здійснено у вересні 2013 року, під час шостого польоту Falcon 9 та першого запуску Falcon 9 v1.1. Станом на березень 2017 року було здійснено 18 тестових запусків, 8 з яких змогли здійснити м'яку посадку та можливе подальше відновлення ступеня. Ще 4 рази перший ступінь повертався назад, але відбувалося його приводнення, що унеможливлювало його повторне використання.
Використані позначення:
| № з/п | № польоту | Дата і час (UTC)  | Місце старту                    | Корисне навантаження                 | Орбіта | Місце посадки                        | Примітки |
| ----- | --------- | ----------------- | ------------------------------- | ------------------------------------ | ------ | ------------------------------------ | -------- |
| 1     | 6         | 29.09.2013, 15:51 | Канаверал, SLC-40               | CASSIOPE, POPACS-1/2/3, DANDE, CUSat | ПО     | На воду                              | [ 2 ]    |
| 2     | 9         | 18.04.2014, 19:25 | Канаверал, SLC-40               | SpaceX CRS-3                         | НОО    | На воду                              | [ 3 ]    |
| 3     | 10        | 14.07.2014, 15:15 | Канаверал, SLC-40               | 6 супутників Orbcomm-G2              | НОО    | На воду                              | ,        |
| 4     | 13        | 21.09.2014, 05:52 | Канаверал, SLC-40               | SpaceX CRS-4, Spinsat                | НОО    | На воду                              | [ 6 ]    |
| 5     | 14        | 10.01.2015, 09:47 | Канаверал, SLC-40               | SpaceX CRS-5                         | НОО    | Плавуча платформа                    | ,        |
| 6     | 15        | 11.02.2015, 23:03 | База Ванденберг, SLC-4E         | DSCOVR                               | L1     | На воду                              | [ 9 ]    |
| 7     | 17        | 14.04.2015, 20:10 | Канаверал, SLC-40               | SpaceX CRS-6                         | НОО    | Плавуча платформа                    | ,        |
| 8     | 20        | 22.12.2015, 01:29 | Канаверал, SLC-40               | 11 супутників Orbcomm-G2             | НОО    | Канаверал, LZ-1                      | [ 12 ]   |
| 9     | 21        | 17.01.2016, 18:42 | База Ванденберг, SLC-4E         | Jason-3                              | НОО    | Тихий океан, плавуча платформа       | [ 13 ]   |
| 10    | 22        | 4.03.2016, 23:35  | Канаверал, SLC-40               | SES-9                                | ГПО    | Плавуча платформа                    | [ 14 ]   |
| 11    | 23        | 8.04.2016, 20:43  | Канаверал, SLC-40               | SpaceX CRS-8                         | ГПО    | Атлантичний океан, плавуча платформа | [ 15 ]   |
| 12    | 24        | 6.05.2016, 05:21  | Канаверал, SLC-40               | JCSAT-14                             | ГПО    | Атлантичний океан, плавуча платформа | [ 16 ]   |
| 13    | 25        | 27.05.2016, 21:39 | Канаверал, SLC-40               | Thaicom 8                            | ГПО    | Атлантичний океан, плавуча платформа | [ 17 ]   |
| 14    | 26        | 15.06.2016, 14:29 | Канаверал, SLC-40               | Eutelsat 117 West B, ABS-2A          | ГПО    | Плавуча платформа                    | [ 18 ]   |
| 15    | 27        | 18.07.2016, 04:45 | Канаверал, SLC-40               | SpaceX CRS-9                         | НОО    | Канаверал, LZ-1                      | [ 19 ]   |
| 16    | 28        | 14.08.2016, 17:54 | Канаверал, SLC-40               | JCSAT-16                             | ГПО    | Атлантичний океан, плавуча платформа | [ 20 ]   |
| 17    | 29        | 14.01.2017, 17:54 | База Ванденберг, SLC-4E         | Iridium NEXT 1-10                    | НОО    | Тихий океан, плавуча платформа       | [ 21 ]   |
| 18    | 30        | 19.02.2017, 14:39 | Космічний центр Кеннеді, LC-39A | SpaceX CRS-10                        | НОО    | Канаверал, LZ-1                      | [ 22 ]   |
| 19    | 32        | 30.03.2017, 22:27 | Космічний центр Кеннеді, LC-39A | SES-10                               | ГПО    | Плавуча платформа                    | [ 1 ]    |
| 20    | 33        | 01.05.2017, 11:15 | Космічний центр Кеннеді, LC-39A | NROL-76                              | НОО    | Канаверал, LZ-1                      | [ 23 ]   |
| 21    | 35        | 03.06.2017, 21:07 | Космічний центр Кеннеді, LC-39A | SpaceX CRS-11                        | НОО    | Канаверал, LZ-1                      | [ 24 ]   |

## Галерея

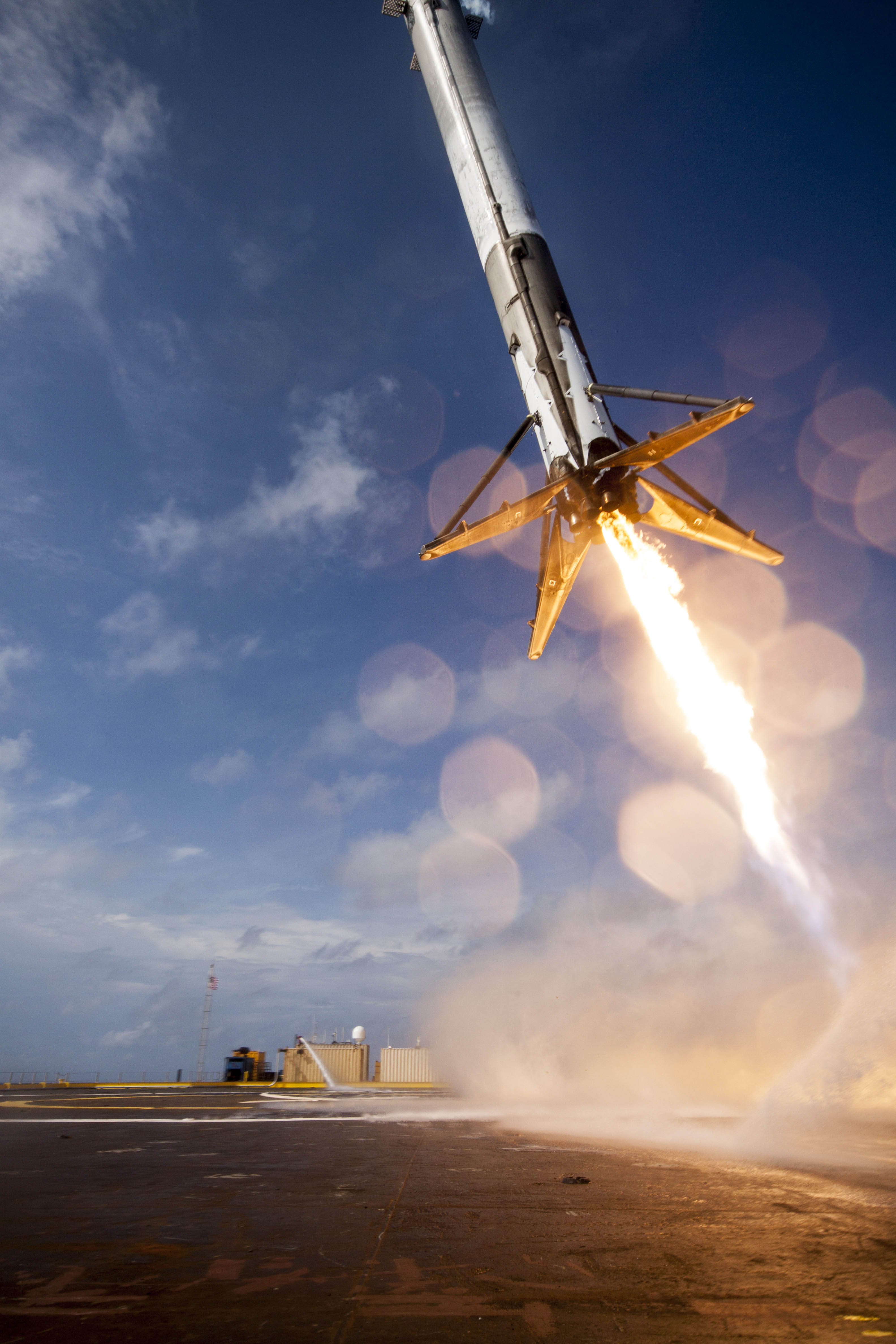
Під час спроби посадки 14.04.2015
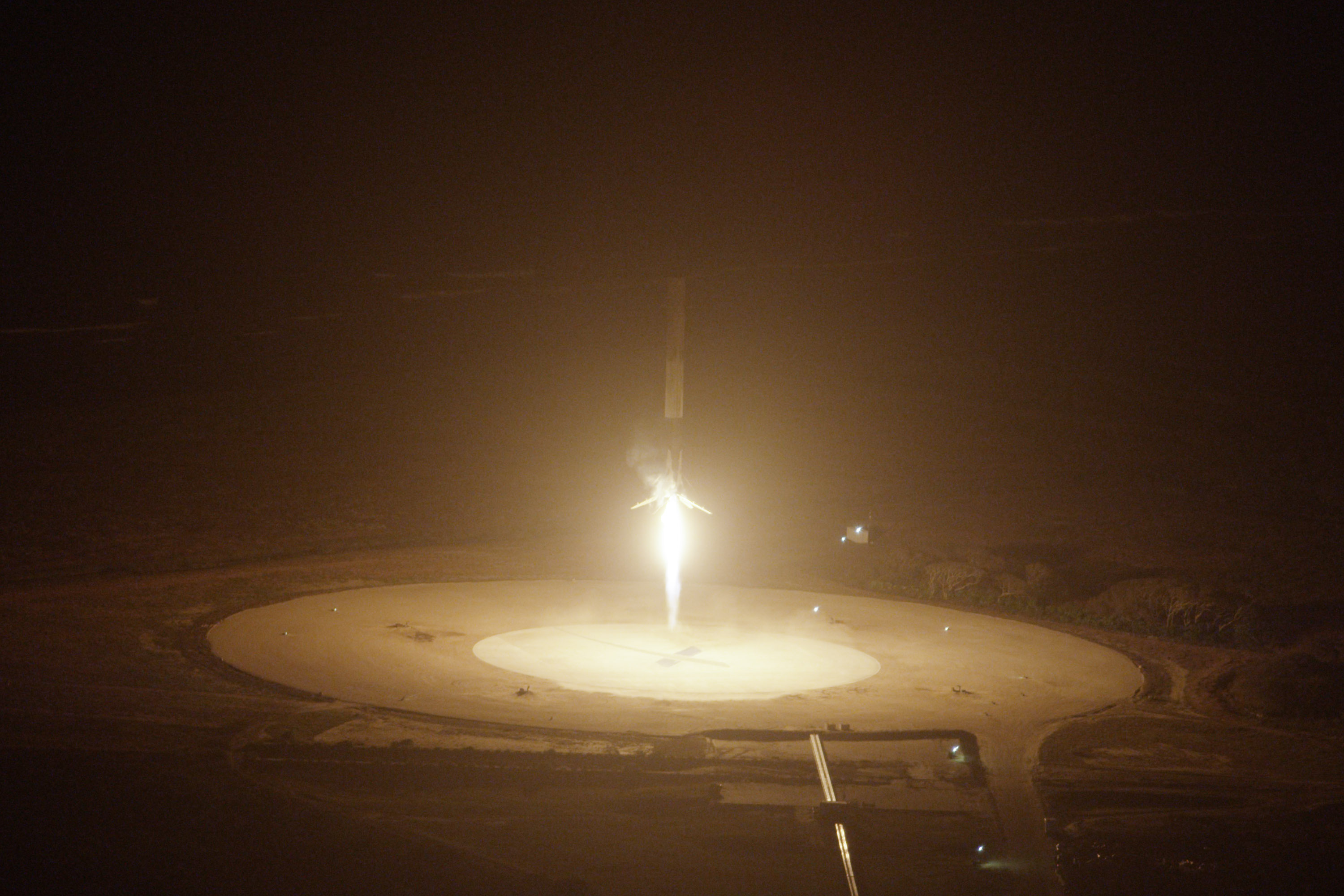
Посадка після успішного запуску, 22.12.2015
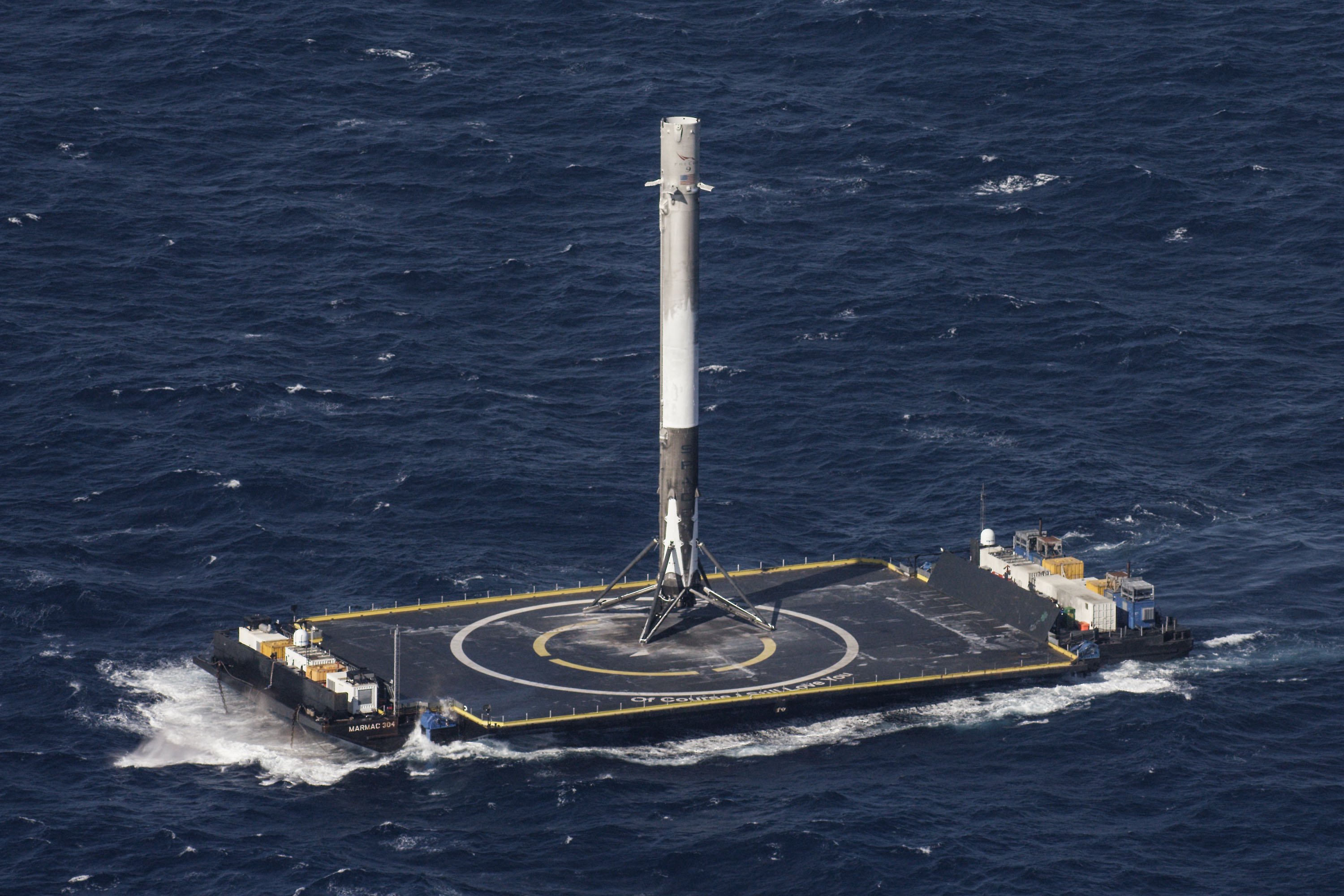
Перший ступінь на плавучій платформі після повернення, 9.04.2016
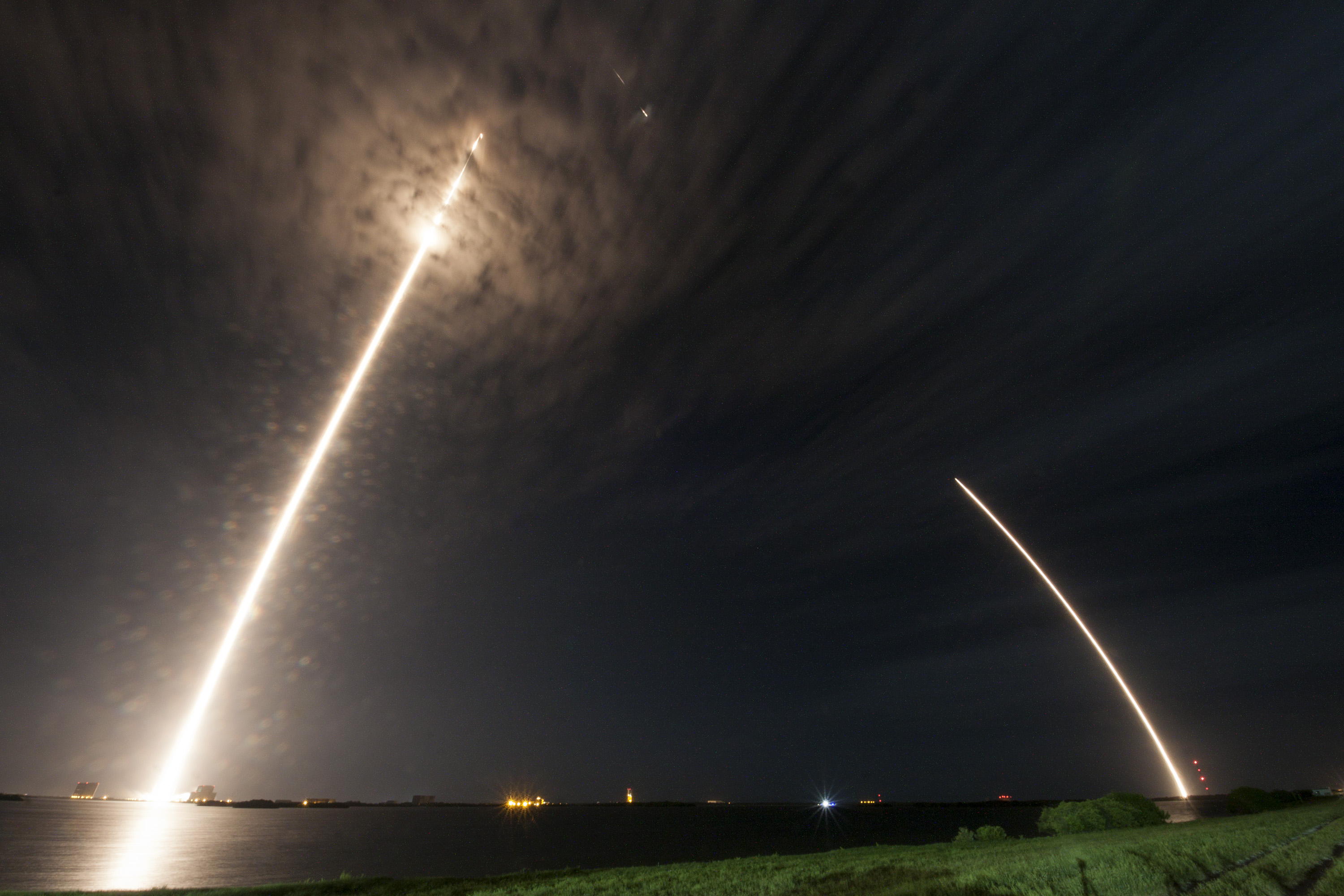
Слід від зліту та посадки ракети 18.07.2016
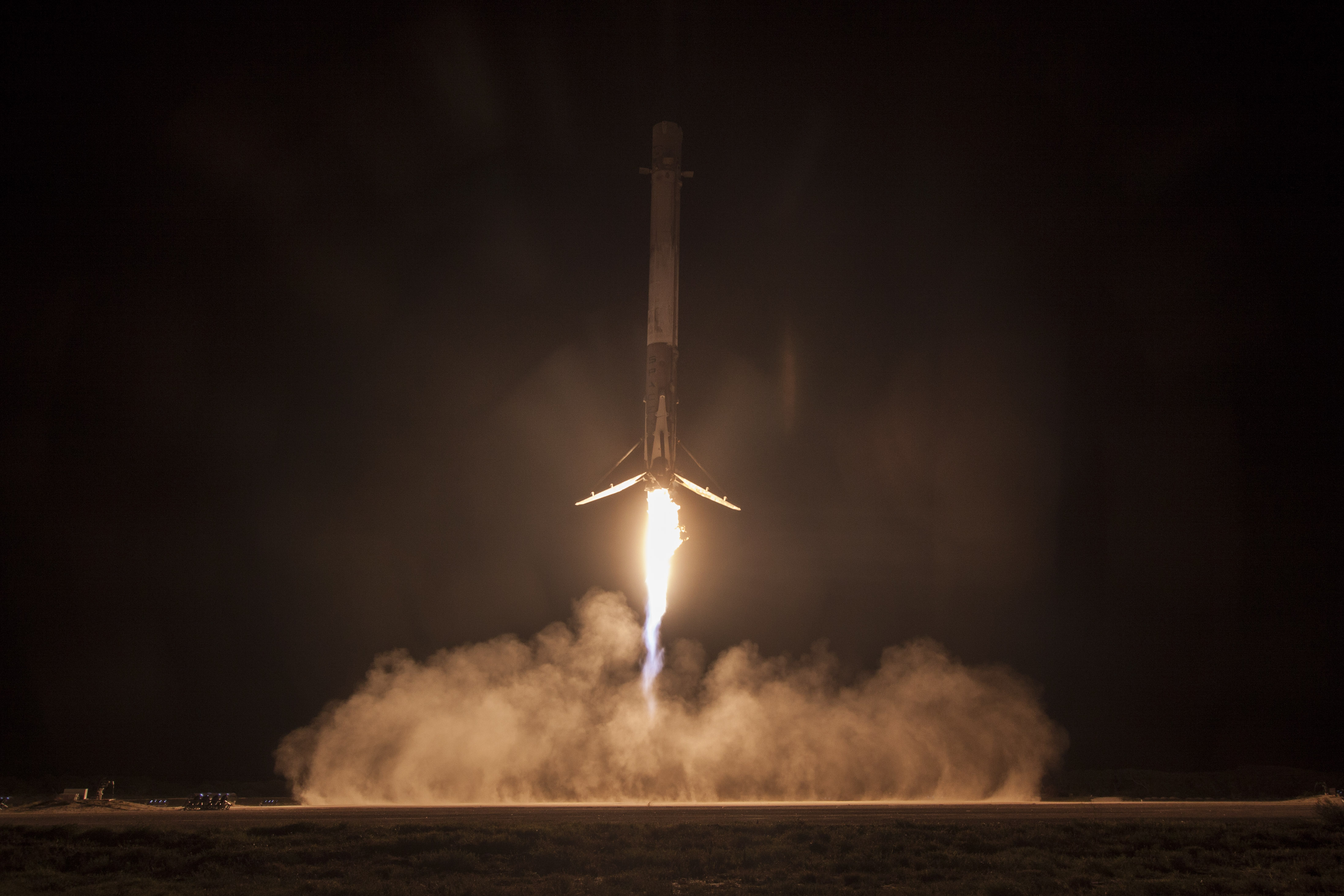
Посадка 18.07.2016
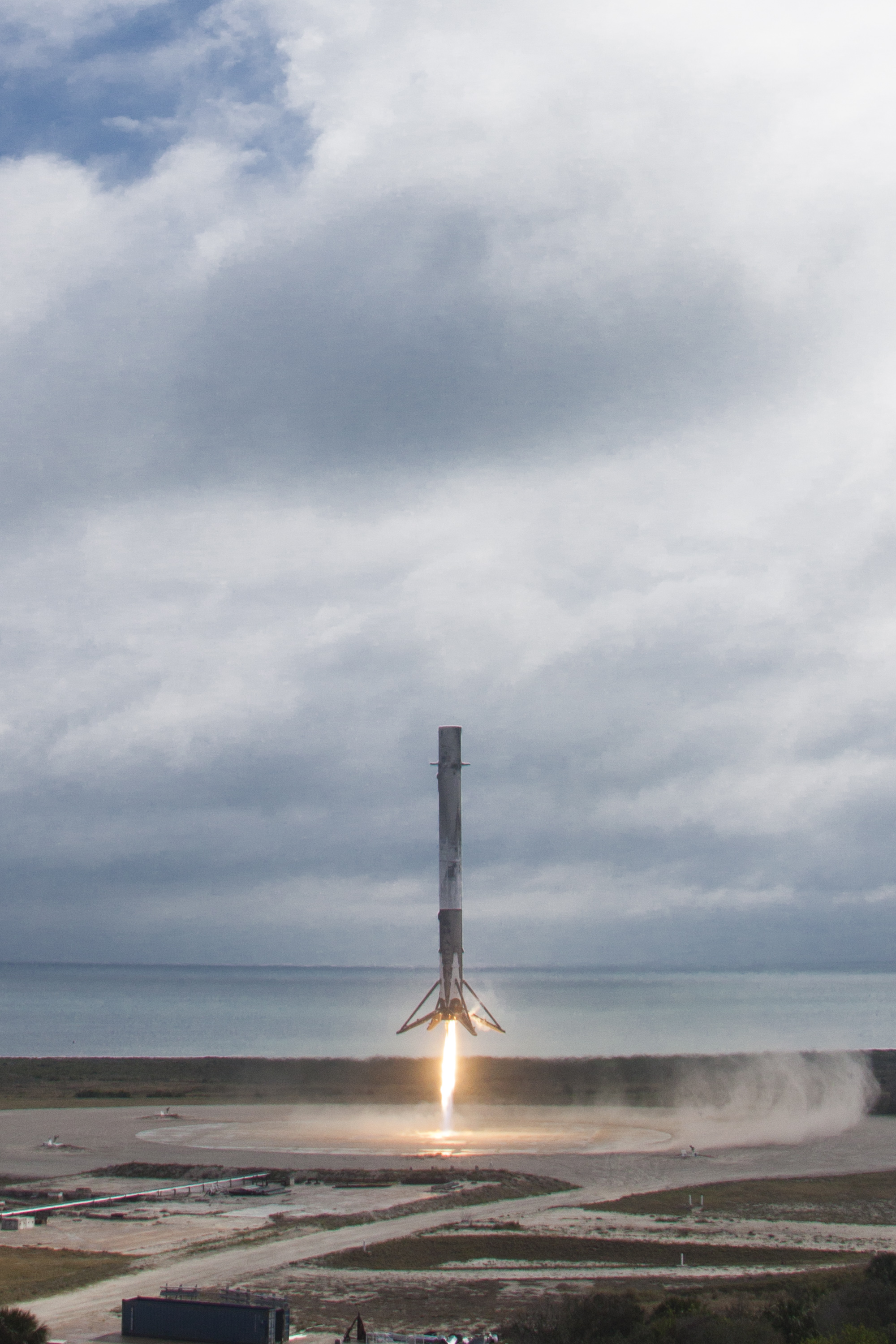
Посадки першого ступеня 19.02.2017